# Lynsey Sharp
Lynsey Sharp (Dumfries, 11 luglio 1990) è una mezzofondista britannica.

## Palmarès
| Anno                              | Manifestazione          | Sede           | Evento      | Risultato  | Prestazione | Note                          |
| --------------------------------- | ----------------------- | -------------- | ----------- | ---------- | ----------- | ----------------------------- |
| In rappresentanza del Regno Unito |                         |                |             |            |             |                               |
| 2007                              | Mondiali allievi        | Ostrava        | 800 m piani | Semifinale | 2'11"36     |                               |
| 2008                              | Mondiali juniores       | Bydgoszcz      | 800 m piani | Semifinale | 2'09"00     |                               |
| 2011                              | Europei under 23        | Ostrava        | 800 m piani | Argento    | 2'00"65     |                               |
| 2012                              | Europei                 | Helsinki       | 800 m piani | Oro        | 2'00"52     |                               |
| 2012                              | Giochi olimpici         | Londra         | 800 m piani | Semifinale | 2'01"78     |                               |
| 2014                              | Europei                 | Zurigo         | 800 m piani | Argento    | 1'58"80     | Miglior prestazione personale |
| 2015                              | Mondiali                | Pechino        | 800 m piani | Semifinale | 1'59"33     |                               |
| 2016                              | Mondiali indoor         | Portland       | 800 m piani | Batteria   | 2'02"75     |                               |
| 2016                              | Giochi olimpici         | Rio de Janeiro | 800 m piani | 6ª         | 1'57"69     | Miglior prestazione personale |
| 2017                              | Mondiali                | Londra         | 800 m piani | 8ª         | 1'58"98     |                               |
| 2018                              | Europei                 | Berlino        | 800 m piani | 6ª         | 2'01"83     |                               |
| 2019                              | Mondiali                | Doha           | 800 m piani | Batteria   | 2'03"57     |                               |
| In rappresentanza della Scozia    |                         |                |             |            |             |                               |
| 2014                              | Giochi del Commonwealth | Glasgow        | 800 m piani | Argento    | 2'01"34     |                               |
| 2018                              | Giochi del Commonwealth | Gold Coast     | 800 m piani | Batteria   | 2'01"33     |                               |
| 2018                              | Giochi del Commonwealth | Gold Coast     | 4×400 m     | 6ª         | 3'29"18     |                               |